# Astrohippus
L'Astrohippus è un membro estinto della tribù degli Equini, a cui appartiene anche l'unico genere vivente degli equidi, l'Equus. Resti fossili sono stati trovati nella zona centrale degli Stati Uniti, in Florida ed in alcuni stati messicani: Chihuahua, Jalisco e Guanajuato. I fossili di Astrohippus sono stati datati dal periodo Miocene al periodo Pliocene.
Sulla base dello studio della morfologia del dente si ritiene improbabile che l'Astrohippus possa essere un antenato del cavallo moderno; è molto più probabile che possa essere discendente del Pliohippus.
I primi resti fossili di questa specie, descritti da WD Matthew ed RA Stirton, si basano su diversi molari trovati nella cava di Coffee Ranch, Contea di Hemphill, Texas. Questa cava ha conservato i resti di sei altri generi di equidi, compresi il Dinohippus e Nannippus.